# Poophilus hebridensis
Poophilus hebridensis är en insektsart som beskrevs av Victor Lallemand 1942. Poophilus hebridensis ingår i släktet Poophilus och familjen spottstritar. Inga underarter finns listade i Catalogue of Life.